# 라이언 와이스
라이언 와이스(영어: Ryan Weiss, 1996년 12월 10일~)는 미국의 야구 선수이자, 현 한화 이글스의 투수이다.

## 한국 프로야구 시절

### 한화 이글스시절
2024년 6월 17일에 산체스의 부상으로 인해 임시 외국인 투수로 영입되었으며, 2024년 7월 28일 산체스를 대체할 외국인 투수로 정식 계약을 체결했다. 그는 한화 이글스와 연봉 21만 달러, 옵션 5만 달러 등 총 26만 달러 규모의 계약을 체결했다.
2024년 시즌 종료 후에 재계약을 확정지었다.